# Zorraquín
Zorraquín – gmina w Hiszpanii, w prowincji La Rioja, w La Rioja, o powierzchni 6,44 km². W 2011 roku gmina liczyła 89 mieszkańców.